# Cyril Knittel
Pour les articles homonymes, voir Knittel.
Cyril Knittel (né le 31 mai 1974) est un scénariste, dessinateur et coloriste  de bandes dessinées français.

## Biographie
Titulaire d'un baccalauréat en arts plastiques, il rencontre en 1999 Corinne Denoyelle et Arnaud Boutle, qui lui proposent de collaborer aux Pèlerins de Phaël. 

## Publications
- Les Pèlerins de Phaël, t. 1 : Les Cauchemars de Tyros (dessin), avec Corinne Denoyelle (scénario), Nucléa, 2001  (ISBN 2-914235-32-1).
- Les Orphelins, Paquet :

1. Première Partie, 2006  (ISBN 2-88890-040-8).
2. Il était un jour, 2011  (ISBN 978-2-88890-328-4).